# Kristina Teachout
Kristina Teachout (13 de septiembre de 2005) es una deportista estadounidense que compite en taekwondo.
Participó en los Juegos Olímpicos de París 2024, obteniendo una medalla de bronce en la categoría de –67 kg. En los Juegos Panamericanos de 2023 obtuvo una medalla de bronce en la misma categoría.

## Palmarés internacional
| Juegos Olímpicos     | Juegos Olímpicos | Juegos Olímpicos  | Juegos Olímpicos |
| Año                  | Lugar            | Medalla           | Categoría        |
| -------------------- | ---------------- | ----------------- | ---------------- |
| 2024                 | París (Francia)  | Medalla de bronce | –67 kg           |
| Juegos Panamericanos |                  |                   |                  |
| Año                  | Lugar            | Medalla           | Categoría        |
| 2023                 | Santiago (Chile) | Medalla de bronce | –67 kg           |